# Arianna Barbieri
Arianna Barbieri (Camposampiero, 23 de febrero de 1989) es una deportista italiana que compitió en natación, especialista en el estilo espalda. Ganó tres medallas de plata en el Campeonato Europeo de Natación de 2012.

## Palmarés internacional
| Campeonato Europeo | Campeonato Europeo | Campeonato Europeo | Campeonato Europeo |
| Año                | Lugar              | Medalla            | Prueba             |
| ------------------ | ------------------ | ------------------ | ------------------ |
| 2012               | Debrecen (Hungría) | Medalla de plata   | 50 m espalda       |
| 2012               | Debrecen (Hungría) | Medalla de plata   | 100 m espalda      |
| 2012               | Debrecen (Hungría) | Medalla de plata   | 4 × 100 m estilos  |